# Gran Premi d'Indianapolis 500 del 1959
Resultats del Gran Premi d'Indianapolis 500 disputat al circuit d'Indianapolis el 30 de maig del 1959 i puntuable pel campionat de Fórmula 1 de la temporada 1959.

## Resultats
| Pos | G. sort. | No | Pilot             | Equip                      | Voltes | Temps/ Retirada       | Punts |
| --- | -------- | -- | ----------------- | -------------------------- | ------ | --------------------- | ----- |
| 1   | 6        | 5  | Rodger Ward       | Watson - Offenhauser       | 200    | 3h 40' 49. 20         | 8     |
| 2   | 3        | 16 | Jim Rathmann      | Watson - Offenhauser       | 200    | + 23.28 s             | 6     |
| 3   | 1        | 3  | Johnny Thomson    | Lesovsky - Offenhauser     | 200    | + 50.64 s             | 4     |
| 4   | 15       | 1  | Tony Bettenhausen | Epperly - Offenhauser      | 200    | + 1' 47.09 min.       | 3     |
| 5   | 16       | 99 | Paul Goldsmith    | Epperly - Offenhauser      | 200    | + 2' 06.44 min.       | 2     |
| 6   | 11       | 33 | Johnny Boyd       | Epperly - Offenhauser      | 200    | + 3' 16.98 min.       |       |
| 7   | 12       | 37 | Duane Carter      | Kurtis Kraft - Offenhauser | 200    | + 4' 09.92 min.       |       |
| 8   | 8        | 19 | Eddie Johnson     | Kurtis Kraft - Offenhauser | 200    | + 4' 10.53 min.       |       |
| 9   | 27       | 45 | Paul Russo        | Kurtis Kraft - Offenhauser | 200    | + 4' 11.04 min.       |       |
| 10  | 17       | 10 | A.J. Foyt         | Kuzma - Offenhauser        | 200    | + 4' 14.48 min.       |       |
| 11  | 9        | 88 | Gene Hartley      | Kuzma - Offenhauser        | 200    | + 5' 42.48 min.       |       |
| 12  | 7        | 74 | Bob Veith         | Moore - Offenhauser        | 200    | + 6' 09.73 min.       |       |
| 13  | 23       | 89 | Al Herman         | Dunn - Offenhauser         | 200    | + 6' 40.40 min.       |       |
| 14  | 13       | 66 | Jimmy Daywalt     | Kurtis Kraft - Offenhauser | 200    | + 6' 41.54 min.       |       |
| 15  | 21       | 71 | Chuck Arnold      | Kurtis Kraft - Offenhauser | 200    | + 8' 19.86 min.       |       |
| 16  | 33       | 58 | Jim McWithey      | Kurtis Kraft - Offenhauser | 200    | + 11' 41.69 min.      |       |
| 17  | 2        | 44 | Eddie Sachs       | Kuzma - Offenhauser        | 182    | Virolla               |       |
| 18  | 28       | 57 | Al Keller         | Kuzma - Offenhauser        | 163    | Motor                 |       |
| 19  | 18       | 64 | Pat Flaherty      | Watson - Offenhauser       | 162    | Accident              |       |
| 20  | 4        | 73 | Dick Rathmann     | Watson - Offenhauser       | 150    | Foc                   |       |
| 21  | 30       | 53 | Bill Cheesbourg   | Kuzma - Offenhauser        | 147    | Magneto               |       |
| 22  | 25       | 15 | Don Freeland      | Kurtis Kraft - Offenhauser | 136    | Magneto               |       |
| 23  | 32       | 49 | Ray Crawford      | Elder - Offenhauser        | 115    | Accident              |       |
| 24  | 10       | 9  | Don Branson       | Phillips - Offenhauser     | 112    | Suspensions           |       |
| 25  | 24       | 65 | Bob Christie      | Kurtis Kraft - Offenhauser | 109    | Motor                 |       |
| 26  | 5        | 48 | Bobby Grim        | Kurtis Kraft - Offenhauser | 85     | Magneto               |       |
| 27  | 14       | 24 | Jack Turner       | Christensen - Offenhauser  | 47     | Pèrdua de combustible |       |
| 28  | 29       | 47 | Chuck Weyant      | Kurtis Kraft - Offenhauser | 45     | Accident              |       |
| 29  | 19       | 7  | Jud Larson        | Kurtis Kraft - Offenhauser | 45     | Accident              |       |
| 30  | 31       | 77 | Mike Magill       | Sutton - Offenhauser       | 45     | Accident              |       |
| 31  | 26       | 87 | Red Amick         | Kurtis Kraft - Offenhauser | 45     | Accident              |       |
| 32  | 22       | 8  | Len Sutton        | Lesovsky - Offenhauser     | 34     | Accident              |       |
| 33  | 20       | 6  | Jimmy Bryan       | Epperly - Offenhauser      | 1      | Motor                 |       |

## Altres
- Pole: Johnny Thomson 1' 01. 683

- Volta ràpida: Johnny Thomson 1' 01. 89 (a la volta 64)

- Jerry Unser i Bob Cortner van morir en accidents a les pràctiques per córrer la cursa.